# Henry Urrutía
Henry Alexander Urrutia Rodríguez (nacido en Las Tunas, Provincia de Las Tunas, Cuba, el 13 de febrero de 1987) es un beisbolista profesional Cubano que se desempeña en las posiciones de Jardinero izquierdo y Primera base. Actualmente juega para los Gigantes del Cibao en la Liga Dominicana de Béisbol y con los Conspiradores de Querétaro de la Liga Mexicana de Béisbol.

## Carrera de beisbolista
Jugó en la Serie Nacional Cubana de Las Tunas. Debutó en la 2005-06 Serie Nacional de Cuba, y reproduce a través de 2009-10. Intentó desertar de Cuba en 2010. Después del intento fallido, fue suspendido. Desertó con éxito a Haití en septiembre de 2011. Firmó con la organización de Orioles de Baltimore. 
El 19 de abril de 2013 informó a la Bowie Baysox de la Doble-A de la Liga del Este. Después de jugar 52 partidos de Bowie, los Orioles lo promovió a las mareas Norfolk de la Triple-A. El 27 de junio de 2013, con para Norfolk de la Liga Internacional, aparece en 15 juegos.
Los Orioles de Baltimore promueven a Urrutia a las grandes ligas el 19 de julio de 2013. Urrutia fue enviado de vuelta en Norfolk Tides el 17 de agosto fue bajado a GCL Orioles de la Liga Costa del Golfo hasta el 24 de septiembre de 2014. El 9 de abril de 2015 juega de nuevo con Norfolk Tides.
El 15 de agosto, Los Orioles de Baltimore promueven a Urrutia a las grandes ligas. El 19 de agosto de 2015, Urrutia conectó su primer jonrón de su carrera. Juega con los orioles hasta el 25 de agosto vuelven a bajar a Urrutia primero a triple A y Luego a doble A.

### En la LVBP
El 7 de octubre de 2015, Urrutia hace su debut en la Liga Venezolana de Béisbol Profesional con el equipo Leones del Caracas apareciendo en 32 partidos y con promedio de .281 produce en 121 turnos al bate, 34 Hit, 23 carreras anotadas, 19 carreras impulsadas, 7 dobles, 3 triples, 3 jonrones, 10 bases por bolas y fue ponchado en 19 turnos.
El la temporada 2016-2017 de Liga Venezolana de Béisbol Profesional, Urrutia vuelve a jugar con la organización de los Leones del Caracas, apareciendo en 15 partidos y con promedio de .264 produce en 53 turnos al bate, 14 Hit, 7 carreras anotadas, 7 carreras impulsadas, 3 dobles, 5 bases por bolas y fue ponchado en 8 turnos.
El 26 de octubre, Urrutia es dado de baja de los Leones del Caracas, debido al discreto rendimiento que mostró en esta de temporada, así lo informó el mánager de los capitalinos Alfredo Pedrique. Urrutia se expresó tras su salida de Leones mediante una carta.
En la temporada 2017-2018  de la Liga Venezolana de Béisbol Profesional jugó con el conjunto de los Cardenales de Lara como LF con la camisa número 35, pero no cumplió el contrato establecido por los Pájaros Rojos.